# Tofffsy
Tofffsy o Le avventure di Tofffsy e l'erba musicale è una serie televisiva a cartoni animati ideata da Pierluigi de Mas e trasmessa in Italia e in Svizzera italiana negli anni settanta.

## Trama
Tofffsy è un piccolissimo folletto con due grossi ciuffi di riccioli biondi (ogni volta che Tofffsy ha un'idea geniale, i ciuffi si allungano per poi arricciarsi di nuovo, producendo un effetto sonoro) che vive in un castello e che è venuto in possesso di un seme della magica erba musicale. Dopo averlo piantato germogliò producendo la magica erba che solo chi è sinceramente pentito delle proprie malefatte riesce a far suonare. Tofffsy smaschera numerosi personaggi malvagi, i quali, a seguito di punizione, si pentono immancabilmente delle loro male azioni, e riescono a suonare l'erba musicale. Ogni episodio si conclude con un monito di Tofffsy:
(Tofffsy)
Tra i principali personaggi del cartone animato vi è Otto, un vecchio baffuto fantasma amico di Tofffsy, che lo aiuta spesso nelle sue avventure.

## Distribuzione
La serie è composta da 26 episodi della durata di 6 minuti ciascuno. Fu trasmessa in italiano negli anni settanta su Telemontecarlo e sulla Televisione Svizzera Italiana; andò in onda anche sulla Rai, che ne trasmise solo pochi episodi. Fu doppiata in francese e mandata in onda in Québec sulla Télévision de Radio-Canada (SRC) e in Francia su TF1.
Venne realizzata una versione distribuita nel formato cinematografico domestico Super8, su bobine da 60 metri. La serie è stata restaurata nel 2004 dalla Fondazione Cineteca Italiana, che l'ha distribuita in DVD col titolo Le avventure di Tofffsy e l'erba musicale, includendo contenuti extra quali un'intervista all'autore. Un ulteriore restauro, in 2K, è stato eseguito nel 2018.

## Episodi
1. L'erba musicale
2. I falsari e l'erba musicale
3. Fritz Franz e l'erba musicale
4. Gianandrea e l'erba musicale
5. Sacripante e l'erba musicale
6. I ladri e l'erba musicale
7. I gemelli e l'erba musicale
8. I TV3 e l'erba musicale
9. Pierre e l'erba musicale
10. Zagor e l'erba musicale
11. Arthur e l'erba musicale
12. Il domatore e l'erba musicale
13. I dognappers e l'erba musicale
14. L'inventore e l'erba musicale
15. Rebecca e l'erba musicale
16. Le formiche e l'erba musicale
17. I turisti e l'erba musicale
18. Il marziano e l'erba musicale
19. Diomilla e l'erba musicale
20. Il Dottor Cattivo e l'erba musicale
21. Babbo Natale e l'erba musicale
22. Il mago nero e l'erba musicale
23. L'allibratore e l'erba musicale
24. L'orologiaio e l'erba musicale
25. Il cowboy e l'erba musicale
26. La torre rapita e l'erba musicale

## Doppiaggio
| Personaggio          | Doppiatore     |
| -------------------- | -------------- |
| Tofffsy              | Carlo Bonomi   |
| Otto il fantasma     | Carlo Bonomi   |
| Gretel la cuoca      | Italia Martini |
| Contessa             | Italia Martini |
| L'inventore (ep. 13) | Pino Locchi    |
| Cowboy (ep. 25)      | Mario Besesti  |

## Produzione
La serie è ideata e prodotta da Pierluigi de Mas per la Audiovisivi De Mas nel 1974. I disegni e il coordinamento sono di Pierluigi de Mas, Roberta Casini, Tonino Salerno, Gian Andrea Garola.
La sigla è di Gianfranco Tadini. Nel 1977 fu pubblicato un 45 giri dalla casa discografica CGD, che ne contiene una versione interpretata dal complesso L'Erba Musicale, con testo di Bruno Lauzi e arrangiamento di Renato Angiolini.

## Riconoscimenti
Nel 1974 l'episodio 10 Zagor e l'erba musicale vinse il primo premio di categoria al Festival Internazionale dell'animazione di Zagabria.